# Csepel-Erdőalja
Pour les articles homonymes, voir Csepel.
Erdőalja (/ˈɛɾdøːɒljɒ/) est un quartier de Budapest situé dans le 21e arrondissement de Budapest sur l'Île de Csepel. 